# Kriegerdenkmal (Wesel-Büderich)

Kriegerdenkmal Büderich

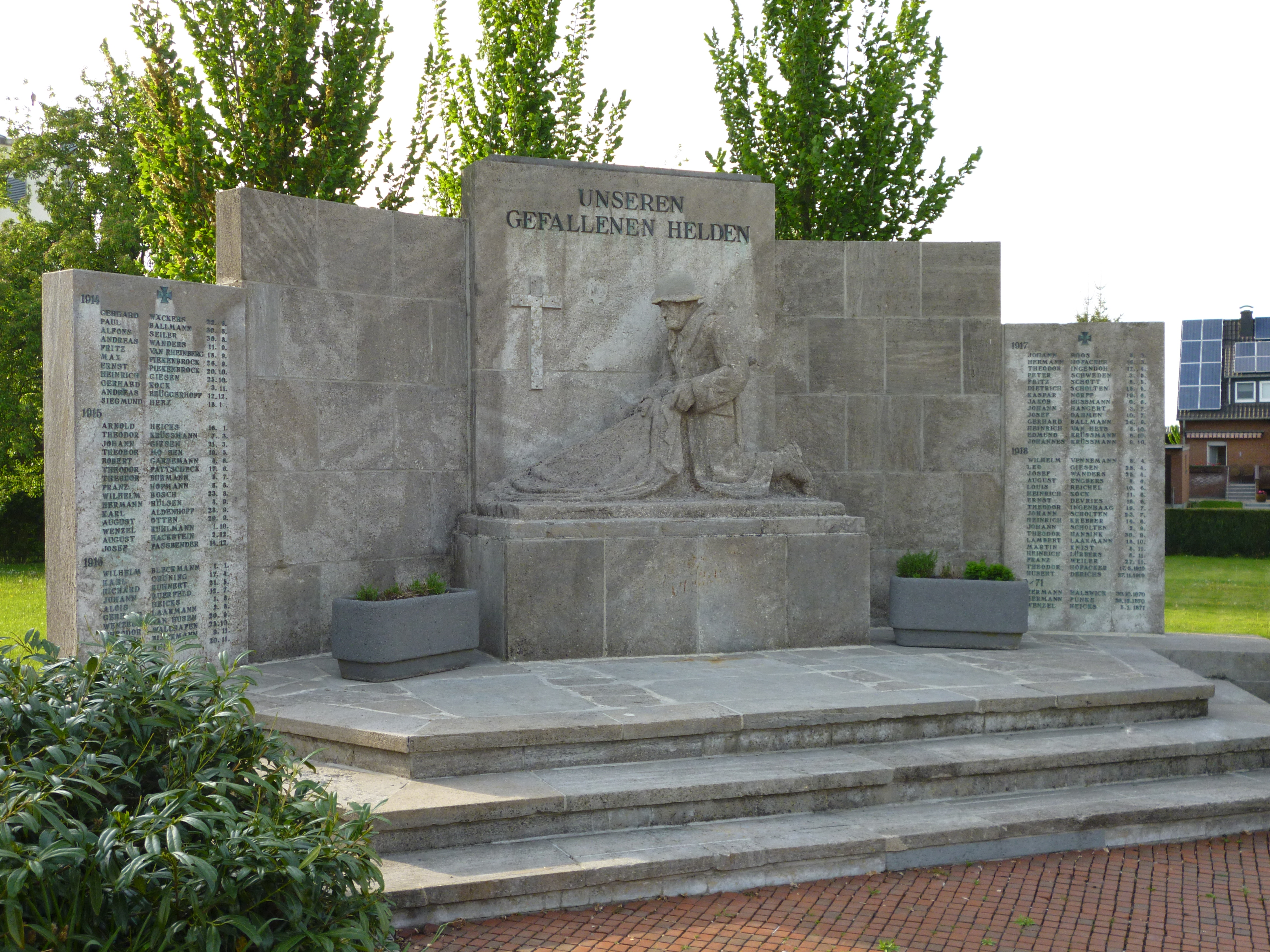
Denkmal nach Entwurf des Bildhauers Spohr

Linke Stele

Rechte Stele

Das Kriegerdenkmal in Büderich bei Wesel (Nordrhein-Westfalen) wurde 1932 nach Plänen des Weseler Bildhauers N. Spohr von der Steinmetzfirma H. Lauer unter ehrenamtlicher Mitwirkung Büdericher Bürger errichtet. Der bereits 1923 gebildete Denkmalausschuss sammelte Geld- und Sachmittel für den Bau und wählte den Entwurf aus, der schließlich realisiert wurde.
Das aus bayerischen Muschelkalk gefertigte Denkmal stellt einen knienden Soldaten mit einer zum Zeichen der Trauer gesenkten Fahne dar. Die Inschrift des Denkmals lautet: „Unseren gefallenen Helden“.
Links und rechts befinden sich Stelen, die Inschriften lauten: „1939–1945 Ich hatt’ einen Kameraden“ und „1939–1945 Denk deiner Toten o Volk“.
Seitlich sind die Namen der Gefallenen des Deutsch-Französischen Krieges von 1870/71 sowie des Ersten Weltkrieges von 1914 bis 1918 angebracht.
In jüngster Vergangenheit wurden auch die Namen der gefallenen und vermissten Soldaten des Zweiten Weltkrieges sowie die Namen der Ziviltoten und der Opfer der nationalsozialistischen Gewaltherrschaft auf vier davor liegenden Marmortafeln ergänzt. Oberhalb der Marmortafeln ist die Inschrift „Die Toten mahnen“ angebracht.